# Lluïsa de Montpensier
Lluïsa de Montpensier o Lluïsa de Borbó-Montpensier (1482 -1561) fou comtessa pretendent i després duquessa de Montpensier de 1522 a 1539 i de 1539 a 1561. Fou també senyora de Beaujeu, de Dombes, comtessa de Forès, duquessa de Châtellerault, i altres senyories, però el 1560 els dominis es van concretar en el ducat de Montpensier, el delfinat d'Alvèrnia, el comtat de Forès, la senyoria de Beaujeu i el principat de Dombes.

## Família
Era filla de Gilbert de Montpensier, comte de Montpensier i delfí d'Alvèrnia, i de Clara de Gonzaga, (filla de Frederic de Màntua). Es va casar en primeres núpcies el 1499 amb Andreu III de Chauvigny, príncep de Déols i vescomte de Brosse (mort el 1503), amb el que no hauria tingut fills. Es va casar en segones núpcies el 1504 amb un cosí de la branca de Borbó-Vendôme, Lluís de Borbó (o Borbó-Vendôme, 1473 -1520), príncep de La Roche-sur-Yon, amb el que va tenir:
- Susanna (1508 -1570), casada amb Claudi de Rieux, comte d'Harcourt (morta el 1532)
- Lluís III (1513 -1582), duc de Montpensier
- Carles (1515 -1565), príncep de La Roche-sur-Yon

## Biografia
El 1522 quan el seu germà Carles III de Borbó, el conestable de Borbó, va abandonar al rei Francesc I de França i es va posar al servei de l'emperador Carles V del Sacre Imperi Romanogermànic, els seus feus van ser expropiats per la corona. A la mort del seu germà (1427) Lluïsa va reclamar el comtat de Montpensier i el delfinat d'Alvèrnia (i algunes senyories), que eren de dret propi i no formava part de l'herència dels dominis de Borbó recollida per Carles III; el 25 d'agost de 1527 el rei i Lluïsa i el seu fill van signar un tractat pel qual se li retornaven el Beaujolais, la senyoria de Dombes, el comtat de Forès i el Roanès però a la mort de Lluïsa havien de passar als dos fills més petits del rei per gaudir-ne com a llegat. La baronia de Mercoeur fou cedida a Antoni II, duc de Lorena i de Bar, casat amb Renata de Montpensier o Borbó-Montpensier, germana de Carles III (coneguda com a Renata de Mercoeur).
Al tractat de les dames el 1529 (entre Lluïsa de Savoia i Margarida d'Àustria) es va establir que l'article del tractat de Madrid referent al conestable de Borbó seria fet efectiu i, per tant, aquest va quedar rehabilitat ("per causa de mort") junt amb tots els seus lleials i servidors, per lletres patents presentades al Parlament el maig del 1530. El 17 de maig de 1530 va cedir a Lluïsa de Montpensier i al seu fill Lluís príncep de la Roche sur Yon, el ducat de Châtellerault, la senyoria de Dombes, el comtat de Forès i el Beaujolais, a títol hereditari; a canvi d'aquesta concessió els fills del rei, ostatges a Madrid, foren alliberats; però el 1531 el rei va annul·lar la concessió i la va deixar en els termes anteriors. Va seguir un litigi fallat el 3 d'agost de 1537 pel qual es confirmava que Lluïsa i el seu fill no tenien cap dret a les antigues possessions de Carles III. El 1538 Lluís es va casar amb Jacquelina de Longwy, filla de Joan de Longwy senyor de Givri, la mare del qual havia estat casada amb Felip Chabot, comte de Buzancais i de Charni, i molt estimat del rei, el qual va intercedir davant aquest lamentant la pobresa en que vivia Lluís príncep de la Roche sur Yon; això va tocar l'ànima del rei que per patent donades a Blois el mateix 1538 va concedir a Lluïsa el comtat de Montpensier i les senyories de la Tour, de la Buissiere i de la Roche-Regnier a canvi del qual abandonarien tota reclamació sobre els béns de la casa de Borbó (1 de setembre de 1538); per donar més força a l'arranjament el rei va elevar el comtat a ducat-pairia el febrer (confirmat pel Parlament el 6 de març de 1539); la capital fou Aigueperse.
Per una transacció de 27 de novembre de 1560, es van modificar els dominis reconeguts a Lluïsa i el seu fill, i al ducat de Montpensier es van afegir el delfinat d'Alvèrnia, el comtat de Forès, la baronia de Beaujeu i senyoria de Dombes. Carles IX, successor de Francesc II, va enviar l'acord al parlament el 17 de desembre però no fou enregistrat fins al 25 de juny de 1561, amb l'excepció que Dombes, que Francesc I havia erigit en principat sobirà amb un consell sobirà a Lió, i aquest fet havia estat enregistrat pel parlament l'abril de 1543 i el juliol de 1544 i, per tant, Dombes els fou cedit amb condició de principat sobirà. Lluís III de Montpensier va agrair al rei Carles la gràcia i aquest li va confiar els governs d'Anjou, Turena i Maine i va retornar a l'obediència del rei Angers, Tours, Saumur, Le Mans, Pons, Saint-Jean d'Angéli i La Rochelle.
Vídua dues vegades quan li foren retornats els dominis, els va governar fins a la seva mort junt amb el seu fill Lluís III de Montpensier a qui van passar quan Lluïsa va morir.